# Kršćanski mučenici
Kršćanski mučenik je naziv za osobu koja je ubijena zbog svoje kršćanske vjere, i to kamenovanjem, razapinjanjem, spaljivanjem na lomači ili drugim naćinom mučenja ili pogubljenja.
U samim počecima kršćanstva izraz "mučenik" se rabio za Apostole. Kako su kršćani kasnije postajali metom progona, izraz se počeo rabiti za sve koji su trpili poteškoće zbog svoje vjere. Na kraju se počeo koristiti isključivo za one kršćane koji su zbog svoje vjere bili ubijeni. Rano kršćansko razdoblje prije Konstantina I se smatra "klasičnim" dobom mučeništva. Mučenička smrt se smatra "krštenjem u krvim," odnosno čišćenjem od grijeha istovjetnim krštenjem u vodi.